# オーヴルチ公国
オーヴルチ公国（ロシア語: Овручское княжество、ウクライナ語: Овруцьке князівство）は、970年から1471年にかけて存在した、キエフ公国の分領公国である。ドレヴリャーネ族の地に成立した公国の一つであり、中心的都市はオーヴルチ（旧名ヴルチー）だった。オーヴルチは軍事的中枢機構としてオーヴルチ城(ru)を有した。キエフ大公国滅亡後はモンゴル帝国の支配を経てリトアニア大公国領となった。

## 歴史
元来、オーヴルチ周辺はドレヴリャーネ族の領域であったが、『原初年代記』の970年の頁には、キエフ大公スヴャトスラフ1世が息子たちを各地に公（クニャージ）として配置した際に、息子のオレグ(ru)がドレヴリャーネの公となったことが記されている（ただし、オレグがその所領の首都をどこに置いたかは言及されていない。なお、オーヴルチの初出は977年）。オレグは後に兄弟のヤロポルクとの戦いで死亡し、オーヴルチに埋葬された。
1163年には、キエフ大公ロスチスラフ1世の子のロマンがオーヴルチに置かれたという言及がある。また1168年以降、同じくロスチスラフ1世の子のリューリクとその子たちが、オーヴルチを公として領有しつつ、キエフ大公位をめぐる他の諸公家との闘争を続けた。また、この12世紀後半には聖ヴァシリー教会(ru)が建設されている。
モンゴルのルーシ侵攻によってルーシ南部がモンゴル帝国軍に制圧されると（キエフ陥落は1240年）、バスカクがオーヴルチを統治した。ただし断片的に、オーヴルチ公と推定されうるリューリク朝出身の人物に関する記録は散見される。
1362年、シニュハ川の戦いでリトアニア大公国軍がジョチ・ウルス軍を破り、オーヴルチ公国領域は、他のルーシ南部の公国の領域と共にリトアニア大公国の一部となった。オーヴルチはリトアニア大公国に属するキエフ公の所領として統治された。